# Парламентские выборы на Аландских островах (2003)
Парламентские выборы на Аландских островах (2003) (швед. Lagtingsvalet på Åland 2003) — выборы в Парламент Аландских островов, проходившие 19 октября 2003 года.

## Результаты выборов
Результаты выборов в Парламент Аландских островов (19 октября 2003 года)
| Партии                                                            | Голосов | Голосов | %    | %    | Мандатов | Мандатов |
| Партии                                                            | 2003    | +/-     | 2003 | +/-  | 2003     | +/-      |
| Аландский центр (Åländsk Center)                                  | 2980    | -312    | 24,1 | −3,2 | 7        | −2       |
| Аландская либеральная партия (Liberalerna på Åland)               | 2970    | -493    | 24,1 | −4,7 | 7        | −2       |
| Аландская социал-демократическая партия (Ålands socialdemokrater) | 2340    | +913    | 19,0 | +7,1 | 6        | +3       |
| Беззаботное сотрудничество (Frisinnad Samverkan)                  | 1677    | -73     | 13,6 | −0,9 | 4        | ±0       |
| Независимый блок (Obunden Samling)                                | 1163    | -374    | 9,4  | −3,3 | 3        | −1       |
| Будущее Аландов (Ålands Framtid)                                  | 800     | +800    | 6,5  | +6,5 | 2        | +2       |
| Аландская прогрессивная группа (Ålands Framstegsgrupp)            | 416     | -164    | 3,4  | −1,4 | 1        | ±0       |
| Всего (от общего количества избирателей — 67,6 %)                 | 12 346  |         |      |      | 30       |          |
| Источник: val.aland.fi                                            |         |         |      |      |          |          |

## Список депутатов
| Аландский центр - Карлсон, Гун - Элиассон, Торбьёрн - Энглунд, Андерс - Рагнар Эрландссон - Линдстрём, Генри - Маттссон, Яан-Эрик - Тёрнроос, Вероника | Аландская либеральная партия - Эклёв, Райя-Лииса - Эрикссон, Рогер - Вивека Эрикссон - Маттссон, Суне - Маттссон, Оке - Пепямаа, Матс - Шёгрен, Катрин | Аландская социал-демократическая партия - Аалтонен, Карина - Бейяр, Кристиан - Лагерберг, Хенрик - Шьёблум, Анне-Хелена - Сундбак, Барбро - Винэ, Йёте |

| Аландские умеренные - Эн, Юхан - Грёнлунд, Петер - Янссон, Деннис - Линдквист, Фредрик | Независимый блок - Карлстрём, Фредрик - Линдхольм, Гун-Мари - Сундман, Дан-Андерс | Будущее Аландов - Эклунд, Браге - Эрикссон, Андерс Аландская прогрессивная группа - Буман, Роналд |